# Hoya-Gonzalo (kommunhuvudort)
Hoya-Gonzalo är en kommunhuvudort i Spanien.   Den ligger i provinsen Provincia de Albacete och regionen Kastilien-La Mancha, i den sydöstra delen av landet, 250 km sydost om huvudstaden Madrid. Hoya-Gonzalo ligger 935 meter över havet och antalet invånare är 938.
Terrängen runt Hoya-Gonzalo är huvudsakligen platt, men österut är den kuperad. Runt Hoya-Gonzalo är det mycket glesbefolkat, med 6 invånare per kvadratkilometer. Närmaste större samhälle är Chinchilla de Monte Aragón, 14,7 km väster om Hoya-Gonzalo. Trakten runt Hoya-Gonzalo består till största delen av jordbruksmark.